# Compendium Theologiae
Il Compendium Theologiae (in italiano: "Compendio di teologia") è un'opera di san Tommaso d'Aquino scritta in lingua latina tra l 1265 e il 1267. Non deve essere confuso con la Summa Theologiae.
L'opera appartiene alla fase della maturità dell'autore e rimase incompiuta a causa di un'estasi mistica che lo persuase che tutto ciò che aveva scritto durante la sua vita era "come paglia" in confronto a ciò che gli era stato rivelato.
Fu scritta all'inizio del periodo trascorso a Roma, quando insegnava ai novizi domenicani commentando le Sentenze di Pietro Lombardo. La Lectura Romana, il Compendium e il Quaestione disputatae de potentia Dei offrono una panoramica completa del modo in cui Tommaso si appropriò della dottrina trinitaria di sant'Agostino, in particolare dell'analogia tra la mente-anima e le processioni trinitarie secondo il Verbo e l'Amore. Precedentemente, sant'Alberto Magno, suo maestro, aveva scritto in latino il Compedium theologicae veritatis (Compendio della verità teologica).

## Genesi
Reginaldo da Piperno, segretario dell'Aquinate, avrebbe chiesto al santo Dottore di comporre un trattato di teologia con lo scopo di formare nella dottrina cristiana i laici privi di studi specifici, senza una base filosofica che era invece del tutto necessaria per comprendere opere come la Summa contra Gentiles  o la Summa Theologiae,  quest'ultima  concepita ad  eruditionem incipientium.
Lo stile e la configurazione dell'opera sono in linea con i destinatari: essa si presenta come un breve trattato, con uno stile espositivo e con un contenuto sapienziale.

## Scopo
Tommaso scrisse quest'opera per riassumere le dottrine cristiane necessarie alla salvezza per metterle a disposizione dei fedeli che non avevano il tempo o le competenze per leggere altri libri di teologia. Essa è un riassunto molto condensato della Summa Theologiae, con intento divulgativo.
Lo scopo della Rivelazione divina è la salvezza di ogni uomo. Per questo, il Verbo si è incarnato e ha assunto la piccolezza (brevitate) umana perché nessuno si perdesse, volendo piuttosto tutti gli uomini potessero partecipare per grazia alla gloria divina.
L'Aquinate afferma che "la salvezza dell'uomo consiste nella conoscenza della verità", cui si riferisce la frase evangelica: "pieno di grazia e di verità" (Giovanni 1,14). In In Io., a proposito di tale passo, viene detto che l'Incarnazione del Verbo è pura grazia attraverso la quale si può ottenere il più importante dei benefici, quello di poter diventare figli di Dio. Lo scopo del Compendium è quello di aiutare gli uomini a poter contemplare la Verità per la propria salvezza, verità che "si lascia comprendere" attraverso un minimo di conoscenza necessaria per salvarsi.

## Presupposti
Nel primo capitolo, afferma che per la salvezza dell'uomo è necessario un "minimo di conoscenza"  che consiste negli articoli di fede raccolti nel Simbolo degli Apostoli. È necessaria anche una rettitudine di intenti verso Dio, assicurata dalla speranza che viene insegnata dalla preghiera del Padre nostro.
Infine, è necessaria la perfezione dell'osservanza evangelica che consiste nella pratica del Decalogo, che trova la sua massima espressione nel Comandamento dell'amore.

## Stile
Il trattato De fide, il primo dei tre trattati previsti, fu realizzato intorno al 1265-1267. Il testo raccoglie un nuovo modo di fare teologia. Sono ormai lontani gli stretti schemi e i legami imposti dal testo del Lombardo. Non si è nemmeno di fronte a un'opera di taglio scolastico nello stile della stessa Summa Theologiae né di fronte allo sviluppo eminentemente sapienziale e tecnico della Summa contra Gentiles. 
La chiarezza e la precisione del suo linguaggio sono particolarmente importanti per apprezzare la profondità della sua dottrina.
La lettura presenta delle difficoltà. Nonostante presenti una buona parte del pensiero dell’Aquinate in modo breve e chiaro, dà comunque per scontato un vocabolario tecnico e
un’attenzione alle argomentazioni logiche che rendono la lettura impegnativa per qualunque principiante.

## Contenuto
L'opera fu completata solamente nella sua prima parte inerente gli articoli del Credo, in particolare alle questioni relative a Dio, a Cristo ed al mistero dell’Incarnazione.
Fu inoltre parzialmente scritta una seconda parte relativa al Padre Nostro.
La terza parte, mai scritta, avrebbe dovuto trattare il tema della carità, organizzando il materiale di natura morale attorno al Decalogo.
La sintesi della dottrina cristiana che l'Aquinate cerca di realizzare ruota attorno alle tre virtù teologali. A tal fine, diviene necessario commentare il Credo, il Padre Nostro e il nuovo Comandamento del Signore. Queste sono le tre "colonne" su cui deve basarsi ogni riflessione su Dio, oggetto di studio in quest'opera.

### Il trattatoDe fide
Nel trattato De fide si sviluppa la speculazione trinitaria dell'Aquinate. Esso è il primo secondo l'ordine del Compendium: secondo l'autore, la prima cosa da trattare è la fede, poiché così la presenta Paolo in 1 Cor 13,13 e così lo richiede la retta ragione, poiché per amare e sperare il Giusto è necessario conoscere chi si ama e si aspetta.
Il primo libro è suddiviso nelle due verità fondamentali della fede cristiana e necessarie per la salvezza: Divinitas Trinitatis (la divinità della Trinità) e l'Humanitas Christi (Umanità di Cristo). Come nella Summa Theologiae, parla dapprima dell'unità di Dio e, poi, della Trinità e degli effetti della divinità.
La seconda parte del trattato De fide è una spiegazione del Credo niceno, rilevando  (CT 42) che la consustanzialità del Figlio rispetto al Padre esclude tanto l'eresia subordinazionista-ariana (secondo cui nella Monade divina vi sarebbe divisione e separazione, distinguendosi una sostanza del Padre e una differente del Figlio) quanto quella monarchiana modalista (per la quale il Logos/Verbo sarebbe un mero flatus vocis privo di personalità e esistenza propria). Riprendendo il filioque, afferma che "Spiritus Sanctus a Patre Filioque procedit"  (lo Spirito Santo procede dal Padre e dal Figlio; cfr. CT I, 49). I capitoli da 37 a 49 ruotano attorno alle processioni immanenti in Dio: quella del Verbo come generazione (37-44) e quella dello Spirito come Amore (capp. 45-49).
Per quanto riguarda il resto dei capitoli (cc. 50-60), essi non ruotano attorno agli articoli della fede, ma che sono spiegazioni di quei concetti importantissimi nella teologia trinitaria: relazione Trinità-Unità (cc. 50-51); la relazione intratrinitaria come unica realtà per cui si distinguono le persone divine (cc. 52-55); persona e persone divine (cc. 56 e 60); proprietà e nozioni in Dio (cc. 57-59; 61-66).
In accordo con sant'Agostino, tratta le relazioni (paternità, filiazione, spirazione e processione) come le uniche differenze esistenti nell'unica essenza divina, come ciò che distingue le tre divine persone tra loro e le costituisce come persone distinte, permettendo all'uomo e agli angeli di discernerle. Il tema è trattato anche nello Scriptum super libros Sententiarum o Scriptum super Sententiis, nella Summa contra Gentiles, nel De potentia Dei e nel commento Super  Evangelium  S.  Ioannis. Nella sua riflessione non mancano riferimenti a Boezio, Anselmo  d'Aosta,  Riccardo  di  San  Vittore. Nel Compendium Theologiae presenta le relazioni vincolate alla dottrina del Verbo e dell'Amore, esposta per la prima volta nella Summa contro Gentiles. Come in Agostino, la mente riflette per analogia la natura trinitaria di Dio.

## Struttura
Ogni capitolo del testo, sia breve che lungo, si pone una domanda, una quaestio alla quale risponde attraverso una trattazione suddivisa per punti e fondata su precise catene di ragionamenti.
San Tommaso introduce lo scopo dell'opera. Nel primo capitolo, traccia l'itinerario dell'opera per la salvezza: conoscere la verità, perseguirla come fine e osservare la giustizia. La prima parte è costituita dal trattato De fide che inizia presentando alcune prove dell'esistenza di Dio. 
Esso si divide a sua volta in due parti: la prima parte, intitolata alla "Trinità divina", si sviluppa dal capitolo 3 al 184; la seconda parte del trattato De fide, intitolata all'"Umanità di Cristo", occupa i capitoli da 185 a 246. La seconda parte dell'opera è dedicata alla virtù della speranza: la numerazione dei capitoli riparte da capo e occupa solo 10 capitoli perché l'opera rimane incompiuta.
In particolare, nella parte dedicata alla Trinità divina, discute quindi degli attributi di Dio. Seguono altre quaestio:
- dal cap. IX, la Sua semplicità/assenza di composizione (ad es. di potenza e atto);
- l'identità reale tra Dio e la divina essenza (cap. X);
- l'identità reale tra la divina essenza e l'esse divino (cap. XI);
- Dio, come l'Essere aristotelico, non può essere una specie inclusa in un genere (quaestio e cap. XII);
- Dio non può essere un genere, a causa della Sua semplicità divina (q. e cap. XIII);
- Dio non può essere una singola specie predicata di molti individui (q. e cap. XIV);
- Dio è uno solo, unico (q. e cap. XV).[9]